# Пак Хэ Джон
Пак Хэ Джон (кор. 박해정?, 朴海晶?, р.29 июля 1972) — южнокорейская спортсменка, игрок в настольный теннис, призёр чемпионатов мира и Олимпийских игр.

## Биография
Родилась в 1972 году в Иксане. В 1993 году стала бронзовой призёркой чемпионата мира. На чемпионате мира 1995 года завоевала серебряную медаль. В 1996 году стала бронзовым призёром Олимпийских игр в Атланте в парном разряде, а в одиночном разряде заняла 9-е место. На чемпионатах мира 1999 и 2000 годов вновь завоёвывала бронзовые медали.